# مجلة الحاسوب

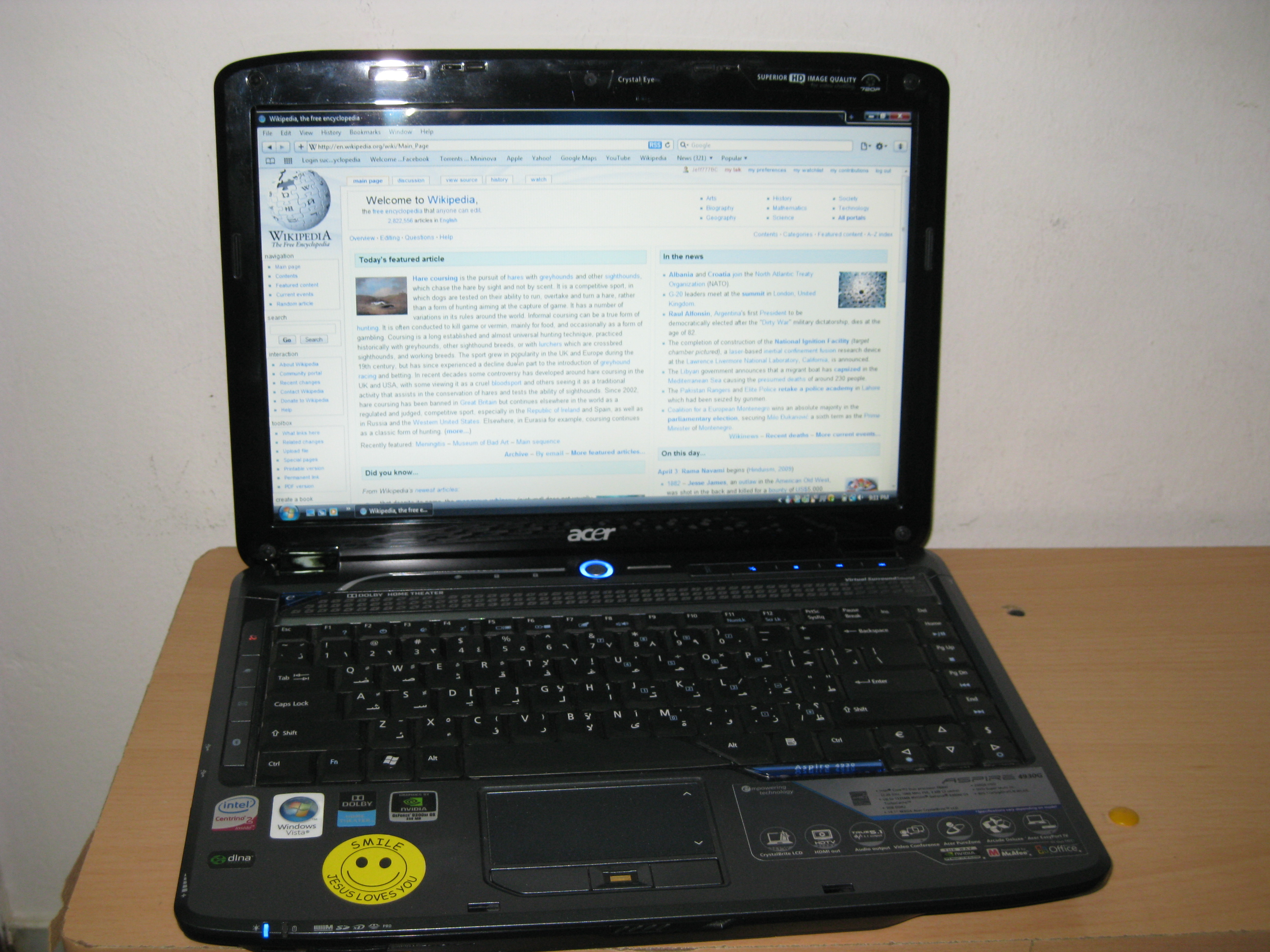

مجلة الحاسوب (بالفرنسية:The Computer Journal) هي مجلة علمية تعمل في الحوسبة ونظم المعلومات. تم إنشاؤه عام 1958، ونتشر بواسطة مطبعة جامعة أكسفورد نيابة عن الجمعية البريطانية للحاسوب. تم نشر العديد من المقالات في علوم الحاسوب لأول مرة، مثل خوارزمية التصنيف السريع التي إقترحها تشارلز أنتوني ريتشارد هوير. ويحصل مؤلفو أفضل مقال في كل مجلد على جائزة ويلكس والميدالية البريطانية للكمبيوتر.
يتم تنظيم المجلة حول أربعة محاور، حوسبة النظرية، الشبكات، معالجة البيانات، وأمن الكمبيوتر، ينبغي عدم الخلط بين هذا الإستعراض مع مجلة الحاسوب نشر الولايات المتحدة بين عامي 1983 - 1995.

## روابط خارجية
- الموقع الرسمي
- تاريخ الصحيفة